# Milan Horvat
Milan Horvat (né le 28 juillet 1919 à Pakrac – mort le 1er janvier 2014 à Innsbruck) est un chef d'orchestre croate. 
De 1969 à 1975, il a dirigé l'Orchestre symphonique de la radio de Vienne récemment créé. Par la suite et jusqu'à sa retraite en 1989, il a enseigné dans une classe de direction d'orchestre à l'Université de musique et d'art dramatique de Graz (de) (Autriche). Parmi ses élèves, on trouve Fabio Luisi, Richard Hein, Michele Trenti et Gerhard Präsent.
Dans les années récentes, il a conduit des orchestres en Europe dans des villes comme Berlin, Rome, Salzbourg, et Lisbonne.
Quelques-unes de ses interprétations ont été enregistrées, dont les quatrième et huitième symphonies de Dvořák, avec l'Orchestre symphonique de la radio de Vienne, chez le label Excelsior; et le troisième concerto pour piano de Rachmaninoff avec David Helfgott comme soliste et l'(Orchestre philharmonique de Copenhague (en) chez le label de RCA Victor, ou encore des concertos de Mozart avec le Vienna State Opera Orchestra et Paul Badura-Skoda chez Deutsche Grammophon.